# Aldemaro Romero

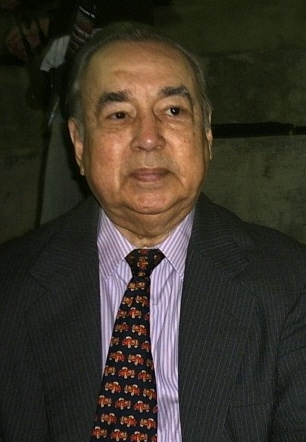
Aldemaro Romero

Aldemaro Romero (* 12. März 1928 in Valencia; † 15. September 2007 in Caracas) war ein venezolanischer Komponist und Dirigent.

## Leben
Romero begann seine musikalische Laufbahn bei seinem Vater Rafael Romero. 1941 ging er nach Caracas und spielte dort Klavier in verschiedenen Tanzorchestern wie Sonora Caracas und den Orchestern von Luis Alfonzo Larrain und Rafa Víctor. Er hatte Auftritte im Rundfunk und trat als Komponist von Songs hervor. 1949 reiste er nach Kuba und später in die USA, wo er 1951 einen Vertrag als Komponist mit RCA Victor abschloss. Unter diesem Label veröffentlichte er 1951 das Album Dinner in Caracas, dessen großer Erfolg ihm den Weg zu zahlreichen weiteren Plattenproduktionen ebnete, darunter in der Reihe der „Dinner-in-Alben“ Buenos Aires, México, Colombia und Río.
Er arbeitete in der Folgezeit mit prominenten Sängern und Musikern zusammen wie Dean Martin, Jerry Lewis, Stan Kenton, Ray Mekin, Machito, Noro Morales und Tito Puente und unternahm Konzertreisen durch Mexiko, Puerto Rico, Kolumbien, Peru, Brasilien, Argentinien Spanien, Frankreich, Griechenland, die Schweiz, Schweden, Italien, Russland, Ägypten und Japan. Für seine Musik zum Film Simón Bolívar erhielt er beim Filmfestival in Moskau 1969 den Friedenspreis. Mit dem Schlagzeuger Frank Hernández schuf er Anfang der 1970er Jahre die Onda Nueva, einen Musikstil, der Elemente des Joropo mit Einflüssen des Bossa Nova verbindet.
Auch auf dem Gebiet der klassischen Musik war Romero aktiv. Er gründete 1978 das Orquesta Filarmónica de Caracas und trat als Gastdirigent u. a. mit dem London Symphony Orchestra, dem English Chamber Orchestra, dem Royal Philharmonic Orchestra und dem rumänischen Rundfunkorchester auf. Als Komponist klassischer Musik trat er mit sinfonischen Werken, Werken für Chor und Orchester und Kammermusik hervor.